# دوغلاس كوستا
دوغلاس كوستا دي سوزا (بالبرتغالية: Douglas Costa de Souza‏) (مواليد 14 سبتمبر 1990 في سابوكايا دو سول، ريو غراندي دو سول، البرازيل)، هو لاعب كرة قدم برازيلي له أصول برتغالية، يلعب حاليًا مع نادي لوس أنجلوس غلاكسي الأمريكي ومنتخب البرازيل في مركز الجناح و‌الوسط الهجومي.
ولد في بلدية سابوكايا دو سول في ولاية ريو غراندي دو سول البرازيلية في تاريخ 14 سبتمبر 1990، لعب في بداية مشواره مع نادي غريميو نوفوريزونتينو ب ثم انتقل لللعب مع الفريق الأول في 1 سبتمبر من عام 2008، وبعد ذلك انتقل إلى شاختار دونتسك الأوكراني في الأول من يناير عام 2010 بصفقة قيمتها 5.6 مليون يورو، وفاز معه بالدوري الأوكراني 5 مرات متتالية مع تسجيله لـ38 هدفًا في 203 مباريات.
في الأول من يوليو عام 2015 انتقل كوستا من شاختار دونتسك إلى بايرن ميونخ بصفقة قيمتها 21 مليون يورو، ولعب دورا حاسما في فوز الفريق بكأس أودي 2015 في المباراة النهائية أمام ريال مدريد.

## مسيرته الكروية

### شاختار دونيتسك

#### موسم 2013–14

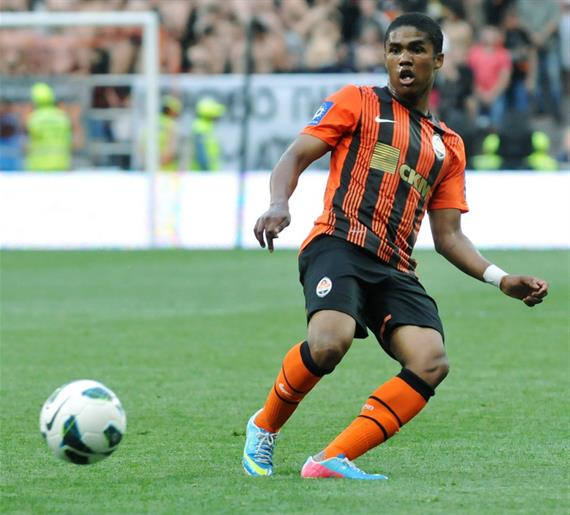

افتتح كوستا موسم 2012-13 بهدف في فوز شاختار 2-0 على ميتالوره دونيتسك في كأس السوبر، وهو ثاني نجاح له في كأس السوبر مع شاختار. سجل هدفه الأول في الدوري هذا الموسم في 3 نوفمبر 2012 عندما حول ركلة جزاء في الدقيقة 20 ضد ميتالوره زابورجيا؛ انتهت المباراة بنتيجة 2-0 بفضل هدف متأخر من لويز أدريانو. في 24 نوفمبر، خرج دوغلاس من مقاعد البدلاء في الدقيقة 55، ليحل محل كابتن الفريق داريجو سرنا، وسجل هدفًا بعد سبع دقائق عندما لعب في المهاجم الأرمني هنريخ مخيتوريان، حيث هزم شاختار هوفرلا أزهورود 5-1.
خلال المراحل الجماعية من دوري أبطال أوروبا للموسم، تمكن كوستا فقط من لعب ثلاث مباريات كبديل، بلغ مجموعها 23 دقيقة لعبها، حيث احتل شاختار المركز الثاني في المجموعة خلف يوفنتوس بطل دوري الدرجة الأولى الإيطالي، بينما تخلص حامل اللقب تشيلسي من المنافسة. بعد الشوط الأول الساحق من موسم 2012-2013، خرج كوستا من مقاعد البدلاء ليسجل هدفًا حيويًا ليتعادل شاختار 2-2 مع بوروسيا دورتموند في دور الـ 16 لدوري أبطال أوروبا في 13 فبراير 2013.

#### موسم 2014–15
قدم كوستا لأول مرة في الموسم في كأس السوبر. في منتصف الموسم، ساعد شاختار في الفوز بمسابقة يونايتد سوبركوب 2014، وهي بطولة بين أفضل ناديين من روسيا وأوكرانيا، ليصبح أفضل هداف مشترك في البطولة. ساعد النادي على الفوز بالدوري الممتاز وكان قائدًا مساعدًا مشتركًا في الدوري بتسع تمريرات حاسمة.

### بايرن ميونخ

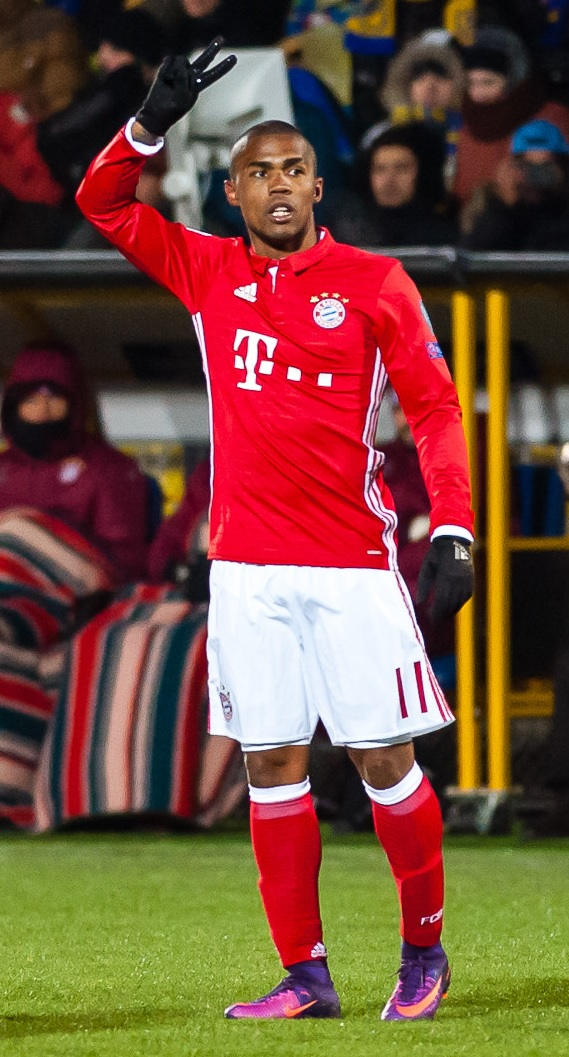
كوستا أثناء لعبه مع بايرن ميونيخ في عام 2016

## مسيرته الدولية
شارك مع منتخب البرازيل في بطولة كوبا أمريكا 2015 حيث وصل إلى ربع النهائي لكنه خسر أمام منتخب الباراغواي بركلات الترجيح.

## الاحصائيات

### النادي
آخر تحديث حتى 2 فبراير 2019
| النادي                 | الموسم                            | الدوري                         | الدوري | الدوري  | الكأس1 | الكأس1  | قاري2  | قاري2   | أخرى3  | أخرى3   | المجموع | المجموع | م.            |
| النادي                 | الموسم                            | الدوري                         | الظهور | الأهداف | الظهور | الأهداف | الظهور | الأهداف | الظهور | الأهداف | الظهور  | الأهداف | م.            |
| ---------------------- | --------------------------------- | ------------------------------ | ------ | ------- | ------ | ------- | ------ | ------- | ------ | ------- | ------- | ------- | ------------- |
| غريميو بورتو أليغرينزي | 2008                              | الدوري البرازيلي الدرجة الأولى | 6      | 1       | 0      | 0       | —      | —       | 0      | 0       | 6       | 1       | [ 7 ]         |
| غريميو بورتو أليغرينزي | 2009                              | الدوري البرازيلي الدرجة الأولى | 22     | 1       | 0      | 0       | 2      | 0       | 7      | 0       | 31      | 1       | [ 7 ] [ 8 ]   |
| غريميو بورتو أليغرينزي | المجموع                           | المجموع                        | 28     | 2       | 0      | 0       | 2      | 0       | 7      | 0       | 37      | 2       | —             |
| شاختار دونيتسك         | موسم نادي شاختار دونيتسك 2009–10 ‏ | الدوري الأوكراني الممتاز       | 13     | 5       | 0      | 0       | 2      | 0       | —      | —       | 15      | 5       | [ 7 ]         |
| شاختار دونيتسك         | موسم نادي شاختار دونيتسك 2010–11 ‏ | الدوري الأوكراني الممتاز       | 27     | 5       | 1      | 0       | 10     | 2       | 1      | 0       | 39      | 7       | [ 7 ] [ 9 ]   |
| شاختار دونيتسك         | موسم نادي شاختار دونيتسك 2011–12 ‏ | الدوري الأوكراني الممتاز       | 27     | 6       | 1      | 0       | 5      | 0       | 1      | 0       | 34      | 6       | [ 7 ] [ 10 ]  |
| شاختار دونيتسك         | موسم نادي شاختار دونيتسك 2012–13 ‏ | الدوري الأوكراني الممتاز       | 27     | 5       | 1      | 0       | 5      | 1       | 1      | 1       | 34      | 7       | [ 7 ] [ 11 ]  |
| شاختار دونيتسك         | موسم نادي شاختار دونيتسك 2013–14 ‏ | الدوري الأوكراني الممتاز       | 27     | 4       | 1      | 1       | 8      | 2       | 1      | 0       | 37      | 7       | [ 7 ] [ 12 ]  |
| شاختار دونيتسك         | موسم نادي شاختار دونيتسك 2014–15 ‏ | الدوري الأوكراني الممتاز       | 20     | 4       | 4      | 0       | 8      | 1       | 0      | 0       | 32      | 5       | [ 7 ]         |
| شاختار دونيتسك         | المجموع                           | المجموع                        | 141    | 29      | 8      | 1       | 38     | 6       | 4      | 1       | 191     | 37      | —             |
| بايرن ميونخ            | بايرن ميونخ موسم 2015–16          | الدوري الألماني                | 27     | 4       | 4      | 1       | 11     | 2       | 1      | 0       | 43      | 7       | [ 13 ] [ 14 ] |
| بايرن ميونخ            | 2016–17                           | الدوري الألماني                | 23     | 4       | 2      | 1       | 9      | 2       | 0      | 0       | 34      | 7       | [ 15 ]        |
| بايرن ميونخ            | المجموع                           | المجموع                        | 50     | 8       | 6      | 2       | 20     | 4       | 1      | 0       | 77      | 14      | —             |
| يوفنتوس (إعارة)        | يوفنتوس موسم 2017–18              | الدوري الإبطالي الدرجة الأولى  | 31     | 4       | 5      | 2       | 10     | 0       | 1      | 0       | 47      | 6       | [ 8 ]         |
| يوفنتوس                | 2018–19                           | الدوري الإبطالي الدرجة الأولى  | 17     | 1       | 2      | 0       | 4      | 0       | 1      | 0       | 24      | 1       | [ 8 ]         |
| يوفنتوس                | المجموع                           | المجموع                        | 48     | 5       | 7      | 2       | 14     | 0       | 2      | 0       | 71      | 7       | —             |
| إجمال مسيرته           | إجمال مسيرته                      | إجمال مسيرته                   | 267    | 44      | 21     | 5       | 74     | 10      | 14     | 1       | 376     | 60      | —             |

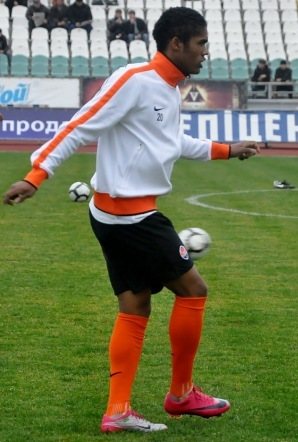

- 1.^يتضمن كأس البرازيل، كأس أوكرانيا، كأس ألمانيا, و كأس إيطاليا.
- 2.^يتضمن كوبا ليبرتادوريس، دوري أبطال أوروبا، و UEFA Cup/Europa League.
- 3.^يتضمن كأس السوبر الأوكراني، كأس السوبر الألماني، و كأس السوبر الإيطالي.

### الدولية

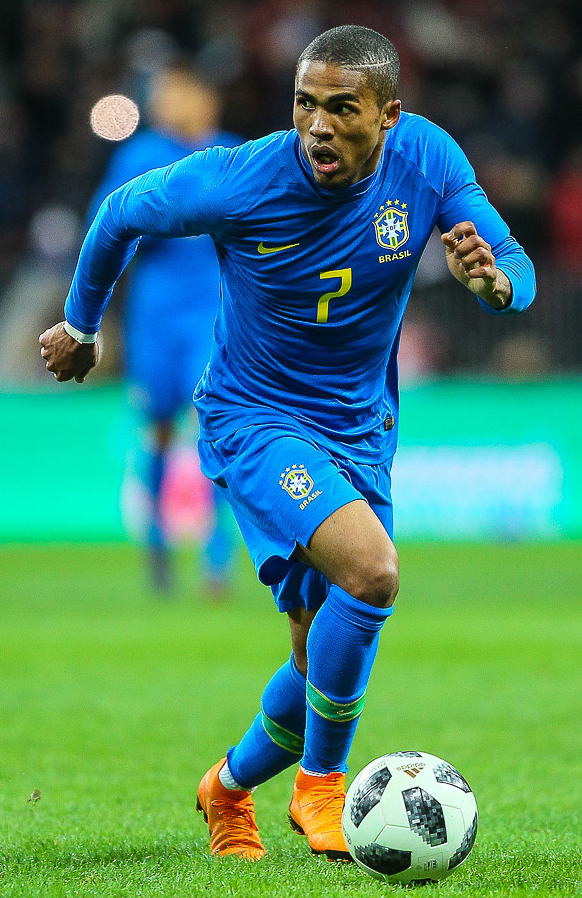
كوستا في مهمة دولية، خلا مواجهته روسيا في عام 2018

آخر تحديث 20 نوفمبر 2018.
| المنتخب الوطني | السنة   | الظهور | الأهداف |
| -------------- | ------- | ------ | ------- |
| البرازيل       | 2014    | 2      | 0       |
| البرازيل       | 2015    | 13     | 2       |
| البرازيل       | 2016    | 4      | 1       |
| البرازيل       | 2017    | 3      | 0       |
| البرازيل       | 2018    | 9      | 0       |
| المجموع        | المجموع | 31     | 3       |

### أهدافه الدولية
| #  | التاريخ        | الملعب                                | الخصم      | الهدف | النتيجة | المنافسة               |
| -- | -------------- | ------------------------------------- | ---------- | ----- | ------- | ---------------------- |
| 1. | 14 يونيو 2015  | ملعب بلدية جيرمان بيكر، تيموكو, تشيلي | بيرو       | 2–1   | 2–1     | كوبا أمريكا 2015       |
| 2. | 17 نوفمبر 2015 | أرينا فونتي نوفا، سالفادور، البرازيل  | بيرو       | 1–0   | 3–0     | تصفيات كأس العالم 2018 |
| 3. | 26 مارس 2016   | أرينا سيداد دا كوبا، ريسيفي، البرازيل | الأوروغواي | 1–0   | 2–2     | تصفيات كأس العالم 2018 |